# Pieve Santo Stefano
Pieve Santo Stefano là một đô thị ở tỉnh Arezzo trong vùng Toscana, tọa lạc khoảng 70 km về phía đông của Florence và khoảng 25 km về phía đông bắc của Arezzo. Tại thời điểm ngày 31 tháng 12 năm 2004, đô thị này có dân số 3.299 người và diện tích là 155,7 km².
Pieve Santo Stefano giáp các đô thị sau: Anghiari, Badia Tedalda, Caprese Michelangelo, Chiusi della Verna, Sansepolcro, Verghereto.